# Luthando Qave

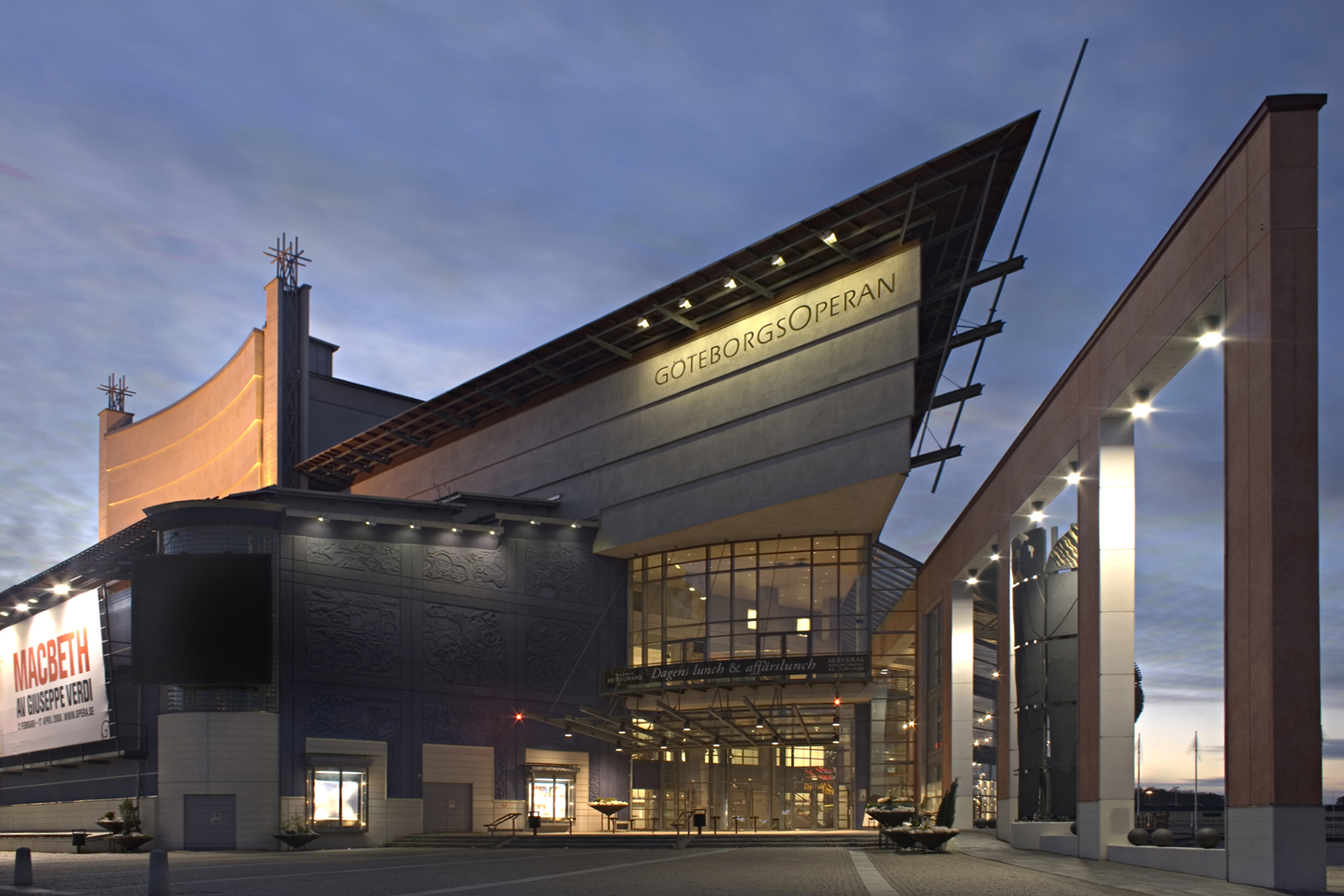
Göteborgsoperan är Luthando Qaves hemmascen från 2018.

Luthando Qave, född 22 augusti 1986 är en sydafrikansk operasångare (baryton), verksam med Sverige som bas.

## Biografi
Luthando Quave föddes i Kapprovinsen i Sydafrika, och började tidigt sjunga. Sångarutbildningen i Sydafrika var för ekonomiskt belastande för honom, så han fick nöja sig med att sjunga i operakören. Men genom ett samarbete mellan operan i Kapstaden och Norrlandsoperan i Umeå kom han till Sverige, där han blev "upptäckt", och kom sen in på Operahögskolan i Stockholm. Ett stipendium tog honom därefter till Metropolitan Opera i New York, där han tillbringade två år och tog examen på The Metropolitan Opera Lindemann Young Artist Development Program vid Metropolitan Opera House. Han har därefter i huvudsak varit verksam i Sverige, för närvarande (2024) knuten till Göteborgsoperan.

## Karriär
Luthando Quave var semifinalist i den internationella sångtävlingen "Neue Stimmen" 2009 och finalist i Hans Gabor Belvedere Competition 2010. Oave har varit en del av ensemblen i Cape Town Opera där han spelade Marco i Gianni Schicchi och Melchior i Amahl and the Night Visitors. År 2006 gjorde han sin europeiska debut på turné med Cape Town Opera i Sverige som Jake i Porgy och Bess.
Säsongen 2011/2012 debuterade Qave på Metropolitan Opera i rollen som Yamadori i Madame Butterfly. Vidare sjöng han Guglielmo i Mets och Juilliard School's uppsättning av Così fan tutte. I New York har Luthando Qave arbetat med artister som James Levine, Plácido Domingo och Fabio Luisi.

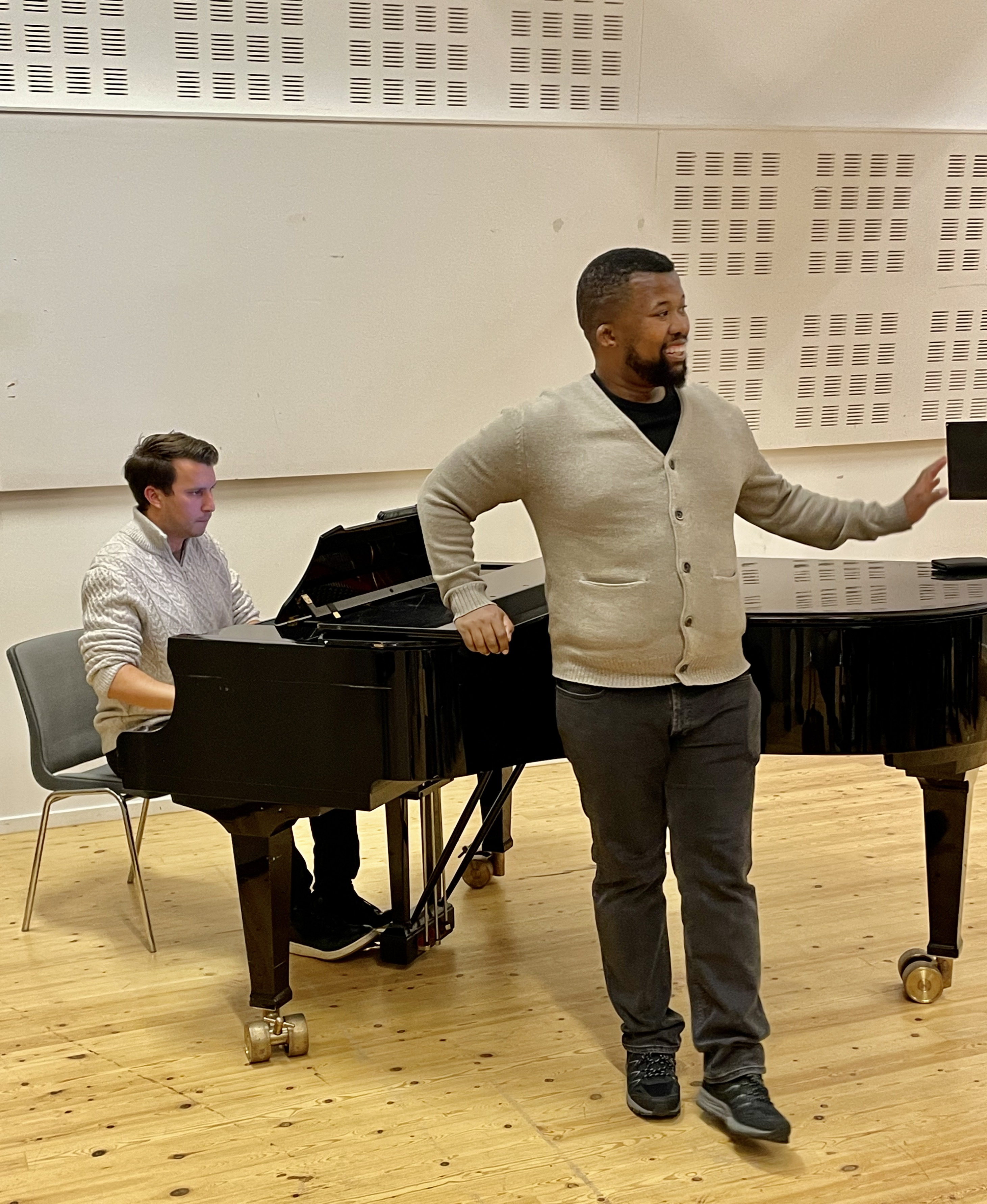
Luthando Qave gästade GöteborgsOperans Vänner tillsammans med pianisten Michael Sikich i oktober 2024.

På Göteborgsoperan har Qave haft roller som Figaro i Barberaren i Sevilla (2018),  Silvio i Pajazzo (2019), Marcello i La bohème (2020 och 2023) och Escamillio i Carmen (2024) samt konserter. Under 2025 gör han Sharpless i Butterfly och Robert i Jolanta. 
År 2021 återvände han till Det Kongelige Teater i Köpenhamn i rollerna Valentin i Faust och Schaunard i La bohème samt debuterade med Gustav Mahlers Das Lied von der Erde. 
År 2022 gjorde han två "inhopp" som Marcello i La bohème på Kungliga Operan. Samma år gjorde Qave rollen Marcello i La bohème på Glyndebourne Opera - en roll han har framfört närmare 100 gånger på olika operahus. På Kungliga Operan har Qave även sjungit rollen som Greven i Figaros bröllop,  Mjölnarförmannen (Stárek) i Jenůfa, Härold i Otello, Fiorello i Barberaren i Sevilla och flamländskt sändebud i Don Carlo samt Leporello i Don Giovanni.
År 2023 gjorde Qave rollen som Mamoud i The Death of Klinghoffer på Norrlandsoperan. 
Luthando Qave har uppträtt i Henry Purcells The Indian Queen på Bolsjojteatern och på English National Opera, som Mandarin i Turandot på Dalhalla Operafestival, Dancaïère i Carmen, Guglielmo i Così fan tutte. Han har också sjungit rollen som Guglielmo på Drottningholms slottsteater. Han har även gjort Silvio i Pajazzo på Finlands nationalopera. Qave medverkade i Peter Sellars uppsättning av The Indian Queen när den sattes upp i Perm, Ryssland och på Teatro Real i Madrid.

## Priser och utmärkelser
- The Washington National Opera & The Houston Grand Opera Prize.
- Joel Berglund-stipendiet
- Anders Wall Stipendium
- Svenska Dagbladets Operapris 2024.[5]